# Clouseau

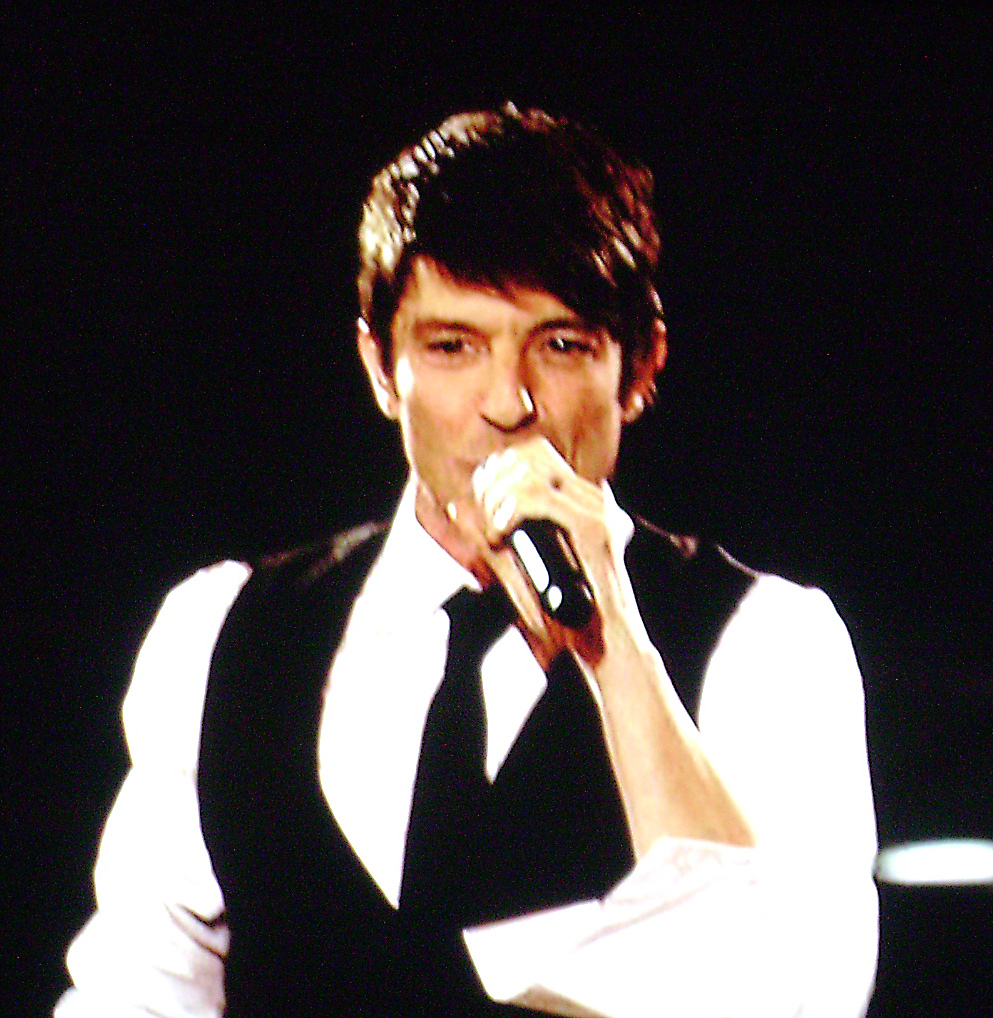
Koen Wauters tijdens een concert in het sportpaleis in Antwerpen, 2005

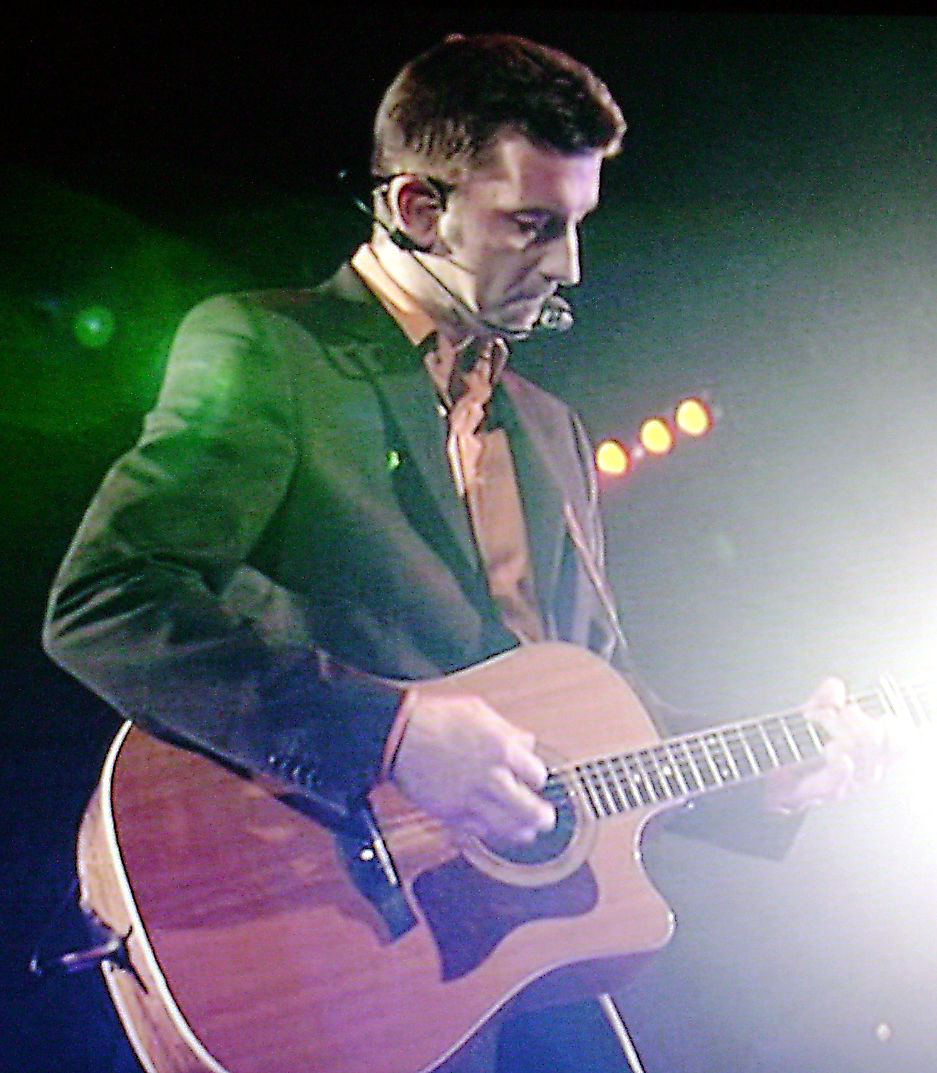
Kris Wauters tijdens een concert in het sportpaleis in Antwerpen, 2005

Clouseau is een Belgische popgroep rond de broers Koen Wauters en Kris Wauters. De groep werd in 1984 opgericht door Bob Savenberg en scoorde door de jaren heen hits met onder andere Daar gaat ze, Louise, Passie, Anne, Vonken & vuur, Zie me graag  en Nobelprijs.

## Biografie
De groepsnaam Clouseau is afgeleid van het filmpersonage Jacques "Inspector" Clouseau. Tijdens zijn werk voor de lokale radio Ro in Sint-Genesius-Rode imiteerde Bob Savenberg vaak het typische accent van dit personage. Dat leverde hem in de studio de bijnaam Clouseau op. Toen Savenberg een groep stichtte, koos hij zijn radionaam als groepsnaam. In de eerste jaren bestond de bezetting van Clouseau uit Savenberg, Kris Wauters, Tjenne Berghmans, Karel Theys en zanger Koen Wauters. Ook Geert Hanssens was in de beginjaren lid van de groep.
In 1987 werd Clouseau ontdekt door het publiek van Marktrock in Leuven. Hun eerste single Brandweer verkocht 427 stuks. Een jaar later scoorde Clouseau zijn eerste hit met Alleen met jou. In 1989 deed Clouseau mee aan de Belgische voorronde voor het Eurovisiesongfestival met het lied Anne. Clouseau werd tweede, maar Anne werd een enorme hit in België en een bescheiden hit in Nederland. De populariteit van Clouseau in België steeg naar enorme hoogte. In hetzelfde jaar bracht de groep haar eerste album Hoezo? uit.

### Jaren '90
In 1990 werd de single Daar gaat ze een groot succes in België en Nederland. Meerdere succesvolle singles volgden. Op 30 september, vlak voor het verschijnen van het tweede album Ofzo, werd gitarist Tjenne Berghmans uit de groep gezet. In maart 1991 verliet ook bassist Karel Theys de groep, zodat er slechts drie leden overbleven: Bob Savenberg en de broers Koen en Kris Wauters. In datzelfde voorjaar was Clouseau de Belgische inzending voor het Eurovisiesongfestival in Rome. De groep zag deelname aan dit festival als een kans om Europees door te breken. Ook het Belgisch publiek verwachtte veel van de inzending, maar die hoge verwachtingen werden niet ingelost. Met het uptempo, swingende lied Geef het op eindigde Clouseau als 16de op 22 deelnemers. Het Engelstalige album Close Encounters dat in hetzelfde jaar verscheen, zorgde evenmin voor de gehoopte Europese doorbraak.
In mei 1992 volgde weer een Nederlandstalig album, Doorgaan. Tegelijkertijd begon Clouseau aan een Europese tour als voorprogramma van Roxette. Tijdens deze tour gebeurde het dat het publiek zo hard de Nederlandstalige versies meezong dat Koen Wauters dat ook ging doen. Het tweede Engelstalige album In every small town werd in december 1992 opgenomen in Los Angeles.
In 1995 kwam het album Oker uit, waarmee Clouseau een van hun grootste successen behaalde. Het album stond acht weken op nummer 1 in de Nederlandse Album Top 100 en werd in België met zes keer platina bekroond. De singles Laat me nu toch niet alleen en Passie werden in beide landen grote hits; Passie bereikte in Nederland zelfs de eerste plaats van de hitparades. Ondanks het succes verliet oprichter Bob Savenberg in 1996 de groep. Sindsdien bestaat Clouseau in de kern alleen nog uit de broers Wauters. In september 1996 kwam het album Adrenaline uit, waarop een grote tour volgde.
In 1999 verscheen het album In Stereo en begon Clouseau aan een nieuwe tournee. Een live-album kwam in 2000 uit, gevolgd door een concerttour door België en Nederland. In de herfst van 2001 kwam er een nieuw album uit, En dans. Het klonk anders dan alle eerdere Clouseau-platen: moderner en avontuurlijker volgens zanger Koen. En dans werd een groot succes: de cd stond 11 weken op 1 in de Vlaamse Ultratop 50 Albums. In de Nederlandse hitlijsten nam het succes echter af.

### Jaren 2000
Vanaf 2000 maakte Clouseau furore met een jaarlijks terugkerende concertreeks in het Sportpaleis in Antwerpen. De groep had er in 1999 opgetreden tijdens Night of the Proms en gaf er in december 2000 een speciaal concert met orkest. Het grote enthousiasme van het publiek leidde ertoe dat Clouseau in de jaren hierop steevast naar de zaal terugkeerde, telkens in december. In 2002 werden negen Sportpaleisconcerten gegeven, in 2003 en 2004 veertien en in 2007 zelfs achttien. De concerten van 2002, 2005 en 2009 werden uitgebracht op dvd.
Naast de grote concerten in het Sportpaleis bleef Clouseau ook langs de theaters toeren. Zo was er de En Dans-tournee (2002, bestaande uit 74 optredens), de Clouseau Zingt-tour (waarbij voor een groot deel covers werden gezongen) en de Vanbinnen-tour (2004). De laatstgenoemde tour was gekoppeld aan het album Vanbinnen, dat op 1 oktober 2004 verscheen en in België in de voorverkoop al de platinastatus behaalde. Het album voerde 13 weken de Vlaamse albumlijst aan.
In 2005 bracht Clouseau de succesvolle single Ik zie de hemel uit, waarmee na enkele jaren ook weer een hit werd gescoord in Nederland. Met deze single trad de groep op tijdens Koninginnedag in Amsterdam en in Top of the Pops. Het album Vanbinnen werd er in een speciale editie uitgebracht. In het najaar van 2006 verscheen in België de single Vonken & vuur, die uitgroeide tot een van hun grootste hits. In de Vlaamse Ultratop 50 werd het de eerste nummer 1-hit voor Clouseau sinds Daar gaat ze uit 1990. 
Op 30 maart 2007 kwam de cd Vonken & vuur uit in België, op 9 april in Nederland. In dat jaar bestond Clouseau 20 jaar en tal van bekende artiesten werkten mee aan een tributealbum: Marco Borsato, Stan Van Samang, Natalia, Helmut Lotti, Sandrine, Scala & Kolacny Brothers, Bart Peeters, Udo Mechels, Will Tura, The Scene, Tom Helsen, Gorki en Isabelle A. De naam van de cd werd heel toepasselijk Braveau Clouseau.
In december 2007 bleek Clouseau met 32 noteringen de meest voorkomende artiest/groep te zijn in de Top 2000 van radiozender Donna. De hoogste notering was voor Afscheid van een vriend, waarmee ze op de zevende positie terechtkwamen. Tegelijkertijd stond de groep in Vlaanderen 14 weken op nummer 1 met het verzamelalbum Clouseau 20, dat er het best verkochte album werd van 2008 en goed was voor viermaal platina.
Vanaf 16 oktober 2009 was het tiende studioalbum van Clouseau, Zij aan zij, te verkrijgen in de winkel en via iTunes. Bij de persvoorstelling van hun Sportpaleisconcerten in 2010, "De Laatste Ronde", maakten de broertjes Wauters bekend dat ze na de betreffende concerten met Clouseau een pauze voor onbepaalde duur zouden inlassen. In het voorjaar van 2012 ging in de Stadsschouwburg van Antwerpen een musical in première rond de liedjes van Clouseau, Domino genaamd. De hoofdrol voor Domino werd gezocht in een tv-programma op VTM. Het hoofdpersonage is een 28-jarige vrouw die woont in de volkswijk Swentibold.

### Jaren 2010 en verder
Na drie jaar afwezigheid keerde Clouseau in het najaar van 2013 terug met een nieuw album, simpelweg Clouseau genaamd. De eerste single van dit album, Vliegtuig, kwam binnen op de eerste plaats van de Vlaamse Ultratop 50. In mei 2015 gaven de broers Wauters vijf avonden een gastoptreden bij De Toppers in de Amsterdam ArenA en in 2016 volgde een nieuw album: Clouseau danst.
In 2017 deed Clouseau mee aan het derde seizoen van Liefde voor Muziek. Datzelfde jaar werd met een vierdelig verzamelalbum het 30-jarig jubileum van de eerste single Brandweer gevierd. De groep ging in de periode hierna verder met het werken aan nieuw materiaal: in november 2019 verscheen hun dertiende Nederlandstalige album Tweesprong, met daarop onder meer de hitjes Tijdmachine en California. In 2022 volgde het album Jonge wolven.
In 2023 gaven ze een verrassingsoptreden op Pukkelpop. Ze deden zich hierbij voor als een Fins popduo met de naam Tarkastaja.

## Ledensamenstelling
- Koen Wauters (1984-heden)
- Kris Wauters (1984-heden)
- Bob Savenberg (1984-1996)
- Tjenne Berghman (1984-1990)
- Karel Theys (1984-1991)
- Geert Hanssens (1984-1988)

## Onderscheidingen
Clouseau won op 22 december 1995 de ZAMU Award 1995 als beste Nederlandstalige groep. In 2001 en 2002 (uitreiking telkens begin jaar nadien) volgde de ZAMU Award als beste popular groep en voor het beste lied (En dans). De prijs van 2004 als beste live-act behaalden ze begin 2005. Sinds de uitreiking van de opvolgers van de ZAMU Awards, de Music Industry Awards vanaf 2007, werd Clouseau over 2007 bekroond als beste groep en over 2008 met twee MIA's als beste groep en beste live-act. Op 9 februari 2014 kregen ze de MIA voor "Beste Nederlandstalig 2013".
- Twee nummers van Clouseau werden opgenomen in De Eregalerij van de Vlaamse klassiekers van Radio 2: Anne (2005) en Daar gaat ze (2014).

#### Radio 2 Zomerhits
- 1989 Anne in de categorieën "Overall" en "Beste Nederlandstalig"
- 2002 En dans in de categorie "Beste Nederlandstalig"
- 2004 Oeuvreprijs onder de titel "Publiekstrekker"
- 2007 Vonken & vuur in de categorie "Beste Clip"
- 2008 Crescendo (Concertreeks) in de categorie "Beste Performance"
- 2009 Wat een leven in de categorie "Beste Clip"
- 2011 Gek op jou in de categorie "Beste Nederlandstalig"
- 2014 Vliegtuig in de categorie "Beste Nederlandstalig"

## Concerten in het Sportpaleis
- 2000: Clouseau & orkest (2 keer)
- 2001: Clouseau speciale editie 2001 (2 keer)
- 2002: Clouseau speciale editie 2002 (9 keer)
- 2003: Clouseau in 't midden (14 keer)
- 2004: Clouseau vanbinnen (14 keer)
- 2005: Clouseau in 't lang (13 keer)
- 2006: Clouseau in 't dubbel (12 keer)
- 2007: Clouseau 20 (18 keer)
- 2008: Clouseau crescendo (10 keer)
- 2009: Clouseau 10x10 (7 keer)
- 2010: Clouseau de laatste ronde (9 keer)
- 2014-2015: Clouseau centraal (4 keer)
- 2016-2017: Clouseau Danst (4 keer)
- 2024-2025: Clouseau 40 (14 keer)[3]

## Hitlijsten

### Albums
| Album met hitnotering(en) in de Vlaamse Ultratop 200 albums | Datum van verschijnen | Datum van binnenkomst | Hoogste positie | Aantal weken | Opmerkingen                                |
| ----------------------------------------------------------- | --------------------- | --------------------- | --------------- | ------------ | ------------------------------------------ |
| Oker                                                        | 1995                  | 01-04-1995            | 1(1wk)          | 62           | 6x platina                                 |
| Adrenaline                                                  | 1996                  | 05-10-1996            | 1(6wk)          | 46           | 4x platina                                 |
| 87*97                                                       | 1997                  | 25-10-1997            | 2               | 45           | Verzamelalbum / 2x platina                 |
| In stereo                                                   | 1999                  | 20-03-1999            | 1(7wk)          | 26           |                                            |
| Live                                                        | 2000                  | 18-03-2000            | 2               | 22           |                                            |
| Ballades                                                    | 2001                  | 28-04-2001            | 9               | 30           | Verzamelalbum                              |
| En dans                                                     | 2001                  | 10-11-2001            | 1(11wk)         | 55           |                                            |
| Vanbinnen                                                   | 2004                  | 09-10-2004            | 1(13wk)         | 47           | Best verkochte album van 2004              |
| Vonken & vuur                                               | 2007                  | 07-04-2007            | 1(8wk)          | 48*          | Best verkochte album van 2007              |
| Clouseau 20                                                 | 2007                  | 10-11-2007            | 1(14wk)         | 57           | Best verkochte album van 2008 / 4x platina |
| 97*07                                                       | 2008                  | 16-02-2008            | 49              | 9            | Verzamelalbum                              |
| Zij aan zij                                                 | 2009                  | 24-10-2009            | 1(3wk)          | 29           | 2x Platina                                 |
| Ballades (2010)                                             | 12-11-2010            | 20-11-2010            | 4               | 19           | Verzamelalbum / Goud                       |
| Clouseau                                                    | 24-11-2013            | 30-11-2013            | 1(1wk)          | 80           | Platina                                    |
| Clouseau danst                                              | 29-02-2016            | 05-03-2016            | 1(1wk)          | 64           | Platina                                    |
| Clouseau 30                                                 | 01-09-2017            | 09-09-2017            | 1(3wk)          | 127          | Verzamelalbum / Platina                    |
| Tweesprong                                                  | 08-11-2019            | 16-11-2019            | 1(1wk)          | 54           | Goud                                       |
| Hoezo?                                                      | 1989                  | 28-08-2021            | 184             | 1            |                                            |
| Jonge wolven                                                | 25-03-2022            | 02-04-2022            | 1(1wk)          | 42           |                                            |

| Album met eventuele hitnotering(en) in de Nederlandse Album Top 100 | Datum van verschijnen | Datum van binnenkomst | Hoogste positie | Aantal weken | Opmerkingen          |
| ------------------------------------------------------------------- | --------------------- | --------------------- | --------------- | ------------ | -------------------- |
| Hoezo?                                                              | 1990                  | 17-02-1990            | 2               | 59           | Platina              |
| Of zo...                                                            | 1990                  | 03-11-1990            | 2               | 34           | Platina              |
| Live '91                                                            | 1991                  | 31-08-1991            | 4               | 12           | Livealbum            |
| Close Encounters                                                    | 1991                  | 12-10-1991            | 18              | 6            |                      |
| Doorgaan                                                            | 1992                  | 30-05-1992            | 19              | 13           |                      |
| Het beste van Clouseau                                              | 1993                  | 08-05-1993            | 45              | 6            | Verzamelalbum / Goud |
| In Every Small Town                                                 | 1993                  | 09-10-1993            | 65              | 6            |                      |
| Oker                                                                | 1995                  | 25-02-1995            | 1(8wk)          | 66           | Platina              |
| Adrenaline                                                          | 1996                  | 05-10-1996            | 8               | 29           | Goud                 |
| 87*97                                                               | 1997                  | 01-11-1997            | 15              | 16           | Verzamelalbum        |
| In stereo                                                           | 12-03-1999            | 20-03-1999            | 28              | 10           |                      |
| Ballades                                                            | 2001                  | 14-04-2001            | 22              | 10           | Verzamelalbum        |
| Vanbinnen                                                           | 03-04-2006            | 08-04-2006            | 27              | 11           |                      |
| Vonken & vuur                                                       | 2007                  | 14-04-2007            | 36              | 3            |                      |
| Zij aan zij                                                         | 16-10-2009            | 24-10-2009            | 35              | 3            |                      |
| Clouseau                                                            | 22-11-2013            | 30-11-2013            | 30              | 2            |                      |
| Clouseau danst                                                      | 29-02-2016            | 05-03-2016            | 13              | 4            |                      |
| Clouseau 30                                                         | 01-09-2017            | 09-09-2017            | 8               | 2            | Verzamelalbum        |
| Tweesprong                                                          | 08-11-2019            | 16-11-2019            | 19              | 2            |                      |
| Jonge wolven                                                        | 25-03-2022            | 02-04-2022            | 25              | 1            |                      |

### Singles
| Single met hitnotering(en) in de Vlaamse Ultratop 50 | Datum van verschijnen | Datum van binnenkomst | Hoogste positie | Aantal weken | Opmerkingen                       |
| ---------------------------------------------------- | --------------------- | --------------------- | --------------- | ------------ | --------------------------------- |
| Alleen met jou                                       | 1988                  | 12-06-1988            | 25              | 3            |                                   |
| Anne                                                 | 1989                  | 06-05-1989            | 1(1wk)          | 16           |                                   |
| Dansen                                               | 1989                  | 16-09-1989            | 6               | 13           |                                   |
| Daar gaat ze                                         | 1990                  | 27-01-1990            | 1(2wk)          | 15           |                                   |
| Louise                                               | 1990                  | 05-05-1990            | 9               | 8            |                                   |
| Wil niet dat je weggaat                              | 1990                  | 21-07-1990            | 12              | 8            |                                   |
| Heel alleen                                          | 1990                  | 06-10-1990            | 3               | 9            |                                   |
| Domino                                               | 1990                  | 08-12-1990            | 4               | 10           |                                   |
| Ik wil vannacht bij je slapen                        | 1991                  | 23-03-1991            | 27              | 5            |                                   |
| Geef het op                                          | 1991                  | 04-05-1991            | 4               | 10           | Eurovisiesongfestival 1991        |
| Hilda                                                | 1991                  | 20-07-1991            | 7               | 8            |                                   |
| Altijd heb ik je lief                                | 1992                  | 08-02-1992            | 6               | 10           |                                   |
| Vanavond ga ik uit                                   | 1992                  | 09-05-1992            | 9               | 9            |                                   |
| Ben je daar vannacht?                                | 1992                  | 11-07-1992            | 16              | 6            |                                   |
| Als je me wil                                        | 1992                  | 24-10-1992            | 29              | 5            |                                   |
| Afscheid van een vriend                              | 1992                  | 26-12-1992            | 12              | 12           |                                   |
| Live Like Kings                                      | 1993                  | 05-06-1993            | 9               | 11           | Nr. 10 in de Radio 2 Top 30       |
| Take Me Down                                         | 30-08-1993            | 11-09-1993            | 10              | 10           | Nr. 10 in de Radio 2 Top 30       |
| Worship                                              | 1993                  | 04-12-1993            | 22              | 8            | Nr. 20 in de Radio 2 Top 30       |
| Caroline                                             | 1994                  | 26-02-1994            | 31              | 3            | Nr. 28 in de Radio 2 Top 30       |
| Laat me nu toch niet alleen                          | 1995                  | 01-04-1995            | 7               | 7            | Nr. 7 in de Radio 2 Top 30 / Goud |
| Voorbij                                              | 01-05-1995            | 06-05-1995            | 27              | 2            | Nr. 27 in de Radio 2 Top 30       |
| Swentibold                                           | 1995                  | 29-07-1995            | 18              | 8            | Nr. 18 in de Radio 2 Top 30       |
| Passie                                               | 1995                  | 07-10-1995            | 7               | 15           | Nr. 7 in de Radio 2 Top 30        |
| Zie me graag                                         | 1995                  | 23-12-1995            | 4               | 15           | Nr. 4 in de Radio 2 Top 30        |
| Nobelprijs                                           | 30-08-1996            | 07-09-1996            | 2               | 15           | Nr. 2 in de Radio 2 Top 30 / Goud |
| Je bent niets                                        | 1996                  | 07-12-1996            | 27              | 8            | Nr. 27 in de Radio 2 Top 30       |
| Dat ze de mooiste is                                 | 10-02-1997            | 01-03-1997            | 18              | 10           | Nr. 18 in de Radio 2 Top 30       |
| Kom naar jou                                         | 1997                  | 10-05-1997            | tip4            | -            |                                   |
| Door de muur                                         | 1997                  | 18-10-1997            | 25              | 8            | Nr. 25 in de Radio 2 Top 30       |
| Heb ik ooit gezegd                                   | 1999                  | 06-02-1999            | 7               | 16           | Goud                              |
| Ik, jij, hij of zij                                  | 1999                  | 08-05-1999            | tip3            | -            |                                   |
| Altijd meer en meer                                  | 20-08-1999            | 04-09-1999            | 39              | 5            |                                   |
| Weather With You                                     | 2000                  | 19-02-2000            | tip9            | -            |                                   |
| Ik geef me over                                      | 2001                  | 13-10-2001            | 13              | 11           | Nr. 7 in de Radio 2 Top 30        |
| En dans                                              | 07-12-2001            | 22-12-2001            | 15              | 13           | Nr. 4 in de Radio 2 Top 30        |
| Brandend avontuur                                    | 2002                  | 06-04-2002            | 50              | 1            | Nr. 27 in de Radio 2 Top 30       |
| Bergen en ravijnen                                   | 2002                  | 16-11-2002            | tip2            | -            | Nr. 27 in de Radio 2 Top 30       |
| Vanbinnen                                            | 23-08-2004            | 04-09-2004            | 2               | 18           | Nr. 2 in de Radio 2 Top 30        |
| Ik denk aan jou                                      | 05-11-2004            | 20-11-2004            | 6               | 17           | Nr. 4 in de Radio 2 Top 30        |
| Hier bij jou                                         | 2005                  | 19-03-2005            | 10              | 11           | Nr. 5 in de Radio 2 Top 30        |
| Ik zie de hemel                                      | 11-11-2005            | 19-11-2005            | 3               | 16           | Nr. 3 in de Radio 2 Top 30        |
| Weg van jou                                          | 2006                  | 04-03-2006            | 13              | 14           | Nr. 11 in de Radio 2 Top 30       |
| Vonken & vuur                                        | 17-11-2006            | 25-11-2006            | 1(4wk)          | 26           | Nr. 1 in de Radio 2 Top 30 / Goud |
| De tegenpartij                                       | 2007                  | 24-03-2007            | 4               | 15           | Nr. 1 in de Radio 2 Top 30        |
| Oogcontact                                           | 2007                  | 16-06-2007            | tip1            | -            | Nr. 8 in de Radio 2 Top 30        |
| Casanova (Wen er maar aan)                           | 12-10-2007            | 03-11-2007            | 35              | 10           | Nr. 9 in de Radio 2 Top 30        |
| Wat een leven                                        | 2008                  | 15-11-2008            | 11              | 12           | Nr. 2 in de Radio 2 Top 30        |
| Leve België                                          | 31-08-2009            | 12-09-2009            | 16              | 3            | Nr. 9 in de Radio 2 Top 30        |
| Zij aan zij                                          | 12-10-2009            | 24-10-2009            | tip2            | -            | Nr. 2 in de Radio 2 Top 30        |
| Als er ooit iets fout zou gaan                       | 2010                  | 30-01-2010            | tip5            | -            |                                   |
| De juiste vergissing                                 | 12-04-2010            | 29-05-2010            | tip9            | -            | Nr. 7 in de Radio 2 Top 30        |
| Gek op jou                                           | 30-08-2010            | 25-09-2010            | 23              | 12           | Nr. 2 in de Radio 2 Top 30        |
| Vliegtuig                                            | 01-10-2013            | 12-10-2013            | 1(1wk)          | 6            | Nr. 1 in de Radio 2 Top 30        |
| Kan het niet alleen                                  | 22-01-2014            | 24-01-2014            | tip2            | -            |                                   |
| Laatste keer                                         | 05-05-2014            | 17-05-2014            | tip6            | -            |                                   |
| Ziel                                                 | 10-09-2014            | 13-09-2014            | tip11           | -            |                                   |
| Onvoorwaardelijk wij                                 | 01-12-2014            | 13-12-2014            | tip10           | -            |                                   |
| Zin om te bewegen                                    | 25-09-2015            | 03-10-2015            | 9               | 6            |                                   |
| Droomscenario                                        | 29-01-2016            | 13-02-2016            | 31              | 7            |                                   |
| Vogel voor de kat                                    | 09-05-2016            | 18-06-2016            | 48              | 1            |                                   |
| Tijd om te leven                                     | 16-09-2016            | 24-09-2016            | tip12           | -            |                                   |
| Ik wil je terug (live)                               | 10-04-2017            | 22-04-2017            | 4               | 9            | Uit Liefde voor muziek            |
| Drums go boom (live)                                 | 17-04-2017            | 29-04-2017            | tip             | -            | Uit Liefde voor muziek            |
| Helemaal alleen (live)                               | 24-04-2017            | 06-05-2017            | 35              | 3            | Uit Liefde voor muziek            |
| Langzaam (live)                                      | 01-05-2017            | 13-05-2017            | tip24           | -            | Uit Liefde voor muziek            |
| Alles voor mij (live)                                | 08-05-2017            | 20-05-2017            | 25              | 1            | Uit Liefde voor muziek            |
| Zijn (live)                                          | 15-05-2017            | 27-05-2017            | tip             | -            | Uit Liefde voor muziek            |
| Our house (live)                                     | 22-05-2017            | 03-06-2017            | tip             | -            | Uit Liefde voor muziek            |
| Tijdmachine                                          | 19-08-2019            | 31-08-2019            | 23              | 6            |                                   |
| Nog niets gezien                                     | 04-10-2019            | 09-11-2019            | tip             | -            |                                   |
| Heel mijn hart                                       | 30-10-2019            | 09-11-2019            | 44              | 3            | (Rode Neuzen Artiesten 2019)      |
| Tweesprong                                           | 08-11-2019            | 21-12-2019            | 26              | 3            | Nr. 6 in de Radio 2 Top 30        |
| Wereld die nooit vergaat                             | 28-02-2020            | 07-03-2020            | tip2            | -            |                                   |
| We blijven binnen                                    | 17-04-2020            | 25-04-2020            | tip6            | -            | met Kommil Foo                    |
| California                                           | 22-05-2020            | 11-07-2020            | 36              | 6            | Nr. 28 in de Radio 2 Top 30       |
| Zuurstof                                             | 23-10-2020            | 31-10-2020            | tip4            | -            |                                   |
| Eén keer in een leven                                | 07-11-2021            | 14-11-2021            | 35              | 2            |                                   |
| Stil                                                 | 28-01-2022            | 05-02-2022            | 34              | 3            |                                   |
| Vage herinnering                                     | 25-03-2022            | 02-04-2022            | 36              | 2            |                                   |

| Single met eventuele hitnotering(en) in de Nederlandse Top 40 | Datum van verschijnen | Datum van binnenkomst | Hoogste positie | Aantal weken | Opmerkingen                                              |
| ------------------------------------------------------------- | --------------------- | --------------------- | --------------- | ------------ | -------------------------------------------------------- |
| Anne                                                          | 1989                  | 24-06-1989            | tip7            | -            | Nr. 47 in de Single Top 100                              |
| Daar gaat ze                                                  | 1990                  | 17-02-1990            | 2               | 13           | Nr. 2 in de Single Top 100 / Goud                        |
| Louise                                                        | 1990                  | 05-05-1990            | 12              | 8            | Nr. 12 in de Single Top 100                              |
| Wil niet dat je weg gaat                                      | 1990                  | 21-07-1990            | 8               | 8            | Nr. 9 in de Single Top 100                               |
| Heel alleen                                                   | 1990                  | 29-09-1990            | 13              | 5            | Nr. 18 in de Single Top 100 / Alarmschijf                |
| Domino                                                        | 1990                  | 15-12-1990            | 10              | 8            | Nr. 7 in de Single Top 100                               |
| Ik wil vannacht bij je slapen                                 | 1991                  | 09-03-1991            | 28              | 5            | Nr. 28 in de Single Top 100                              |
| Geef het op                                                   | 1991                  | 04-05-1991            | 17              | 6            | Eurovisiesongfestival 1991 / Nr. 13 in de Single Top 100 |
| Hilda                                                         | 1991                  | 20-07-1991            | tip12           | -            | Nr. 29 in de Single Top 100                              |
| Altijd heb ik je lief                                         | 1992                  | 22-02-1992            | 18              | 8            | Nr. 9 in de Single Top 100                               |
| Vanavond ga ik uit                                            | 1992                  | 23-05-1992            | 26              | 3            | Nr. 19 in de Single Top 100                              |
| Ben je daar vannacht                                          | 1992                  | 11-07-1992            | tip8            | -            | Nr. 51 in de Single Top 100                              |
| Take Me Down                                                  | 1993                  | 09-10-1993            | tip14           | -            |                                                          |
| Laat me nu toch niet alleen                                   | 1995                  | 25-02-1995            | 6               | 18           | Nr. 4 in de Single Top 100                               |
| Passie                                                        | 1995                  | 24-06-1995            | 1(1wk)          | 18           | Nr. 1 in de Single Top 100 / Goud                        |
| Zie me graag                                                  | 1995                  | 07-10-1995            | 11              | 9            | Nr. 10 in de Single Top 100                              |
| 1 miljoen vlinders                                            | 1995                  | 09-12-1995            | tip9            | -            | Nr. 48 in de Single Top 100                              |
| Samen                                                         | 1996                  | 07-09-1996            | 32              | 4            | Nr. 26 in de Single Top 100                              |
| Nobelprijs                                                    | 1996                  | 21-12-1996            | 37              | 3            | Nr. 33 in de Single Top 100                              |
| Dat ze de mooiste is                                          | 1997                  | -                     |                 |              | Nr. 78 in de Single Top 100                              |
| Kom naar jou                                                  | 1997                  | -                     |                 |              | Nr. 81 in de Single Top 100                              |
| Door de muur                                                  | 1997                  | 18-10-1997            | tip6            | -            | Nr. 69 in de Single Top 100                              |
| Niets meer                                                    | 1999                  | 20-02-1999            | tip8            | -            | Nr. 59 in de Single Top 100                              |
| Heb ik ooit gezegd                                            | 1999                  | 08-05-1999            | tip17           | -            | Nr. 68 in de Single Top 100                              |
| En dans                                                       | 2002                  | -                     |                 |              | Nr. 81 in de Single Top 100                              |
| Brandend avontuur                                             | 2002                  | -                     |                 |              | Nr. 100 in de Single Top 100                             |
| Ik zie de hemel                                               | 2006                  | 08-04-2006            | tip2            | -            | Nr. 20 in de Single Top 100                              |

### NPO Radio 2 Top 2000
| Nummers met noteringen in de NPO Radio 2 Top 2000 | '99 | '00 | '01 | '02 | '03  | '04 | '05  | '06  | '07  | '08  | '09  | '10  | '11  | '12  | '13  | '14  | '15  | '16  | '17  | '18  | '19  | '20  | '21  | '22  | '23  | '24  |
| ------------------------------------------------- | --- | --- | --- | --- | ---- | --- | ---- | ---- | ---- | ---- | ---- | ---- | ---- | ---- | ---- | ---- | ---- | ---- | ---- | ---- | ---- | ---- | ---- | ---- | ---- | ---- |
| Anne                                              | -   | -   | -   | -   | -    | -   | 1298 | 1539 | 1468 | 1809 | -    | -    | -    | -    | -    | -    | -    | -    | -    | -    | -    | -    | -    | -    | -    | -    |
| Daar gaat ze                                      | 267 | 219 | 230 | 378 | 272  | 263 | 246  | 284  | 253  | 253  | 464  | 529  | 596  | 677  | 921  | 1037 | 964  | 745  | 755  | 914  | 868  | 1026 | 957  | 1139 | 1183 | 1000 |
| Domino                                            | -   | -   | -   | -   | -    | -   | -    | -    | -    | -    | 1621 | -    | 1844 | 1926 | 1801 | -    | 1886 | 1860 | 1711 | 1709 | 1716 | 1987 | 1850 | 1914 | 1901 | 1617 |
| Passie                                            | 533 | 594 | 694 | 947 | 1078 | 834 | 824  | 891  | 1023 | 896  | 1540 | 1441 | 1516 | 1870 | 1696 | 1968 | 1931 | 1905 | -    | -    | -    | -    | -    | -    | -    | -    |

1. ↑  Een '-' betekent dat het nummer niet was genoteerd en een vetgedrukt getal geeft de hoogste notering van een nummer aan.

### Dvd's
| Dvd's met hitnoteringen in de Nederlandse Music Top 30 | Datum van verschijnen | Datum van binnenkomst | Hoogste positie | Aantal weken | Opmerkingen |
| ------------------------------------------------------ | --------------------- | --------------------- | --------------- | ------------ | ----------- |
| 10x10 - Live in het Sportpaleis                        | 2010                  | 20-02-2010            | 4               | 5            |             |

| Dvd's met hitnoteringen in de Vlaamse Ultratop muziek-dvd top 10/20 | Datum van verschijnen | Datum van binnenkomst | Hoogste positie | Aantal weken | Opmerkingen |
| ------------------------------------------------------------------- | --------------------- | --------------------- | --------------- | ------------ | ----------- |
| Live in het Sportpaleis                                             | 2002                  | 20-03-2004            | 7               | 11           |             |
| In 't lang - Live in het Sportpaleis                                | 2006                  | 11-02-2006            | 1(13wk)         | 36           |             |
| 10x10 - Live in het Sportpaleis'                                    | 2010                  | 20-02-2010            | 1(10wk)         | 32           |             |

## Tarkastaja
Op 19 juli 2023 werd op het muziekfestival Pukkelpop een mysterieus powerpopduo uit Finland aangekondigd, genaamd 'Tarkastaja' (Fins voor inspecteur). Dit was aanleiding voor de nodige speculaties, met name omdat een band met die naam niet bekend is, een aangekondigd optreden niet bleek te kloppen en een zogenaamd door deze band uitgebracht liedje niet bleek te bestaan. Op 19 augustus besloot het duo om tijdens hun optreden de identiteiten bekend te maken, waarna ze allebei de maskers afdeden. Het bleek om Clouseau te gaan. "Fuck 'em all", het enige nummer  van Tarkastaja, was geproduceerd door de Belgische Yong Yello. Na het optreden kwam het nummer binnen op de 34e plek in "De afrekening" op Studio Brussel.

## Tribute bands
- Een bekende tribute band is Cluzo,[11] opgericht in 2007 door Sam Lefebvre en Frederik Simoens. Ze proberen de identieke sfeer en sound te benaderen van het sportpaleis. De band bestaat uit zes muzikanten uit West/Oost Vlaanderen en Antwerpen.
- In de periode 2005-2014 was ook Kloezo[12]  actief. Deze Leuvense tributeband werd opgericht door Joris Pancken en bracht naast de gebruikelijke hits ook enkele minder bekende nummers.

## Trivia
- Clouseau bracht twee verschillende nummers uit met dezelfde titel. Verlangen stond op hun eerste album Hoezo?. Een tweede nummer met deze titel verscheen in 1992 op het album Doorgaan.